# Shabdar Osip
Shabdar Osyp (8 de abril de 1898–¿?, 1937), en mari Шабдар Осып,  fue un escritor soviético en lengua mari.

## Biografía
Nacido como Iósif Arjípovich Shabdarov (del ruso: Иосиф Архипович Шабдаров) en la villa de Izi Luzhalu en Mari-El. En 1918 comenzó a escribir poesía. Estudió en una escuela de pedagogía en Kazán.
Como la mayoría de los intelectuales mari de la época, fue víctima del estalinismo. Fue rehabilitado póstumamente.